# Pfarrkirche Pfaffenhofen (Tirol)

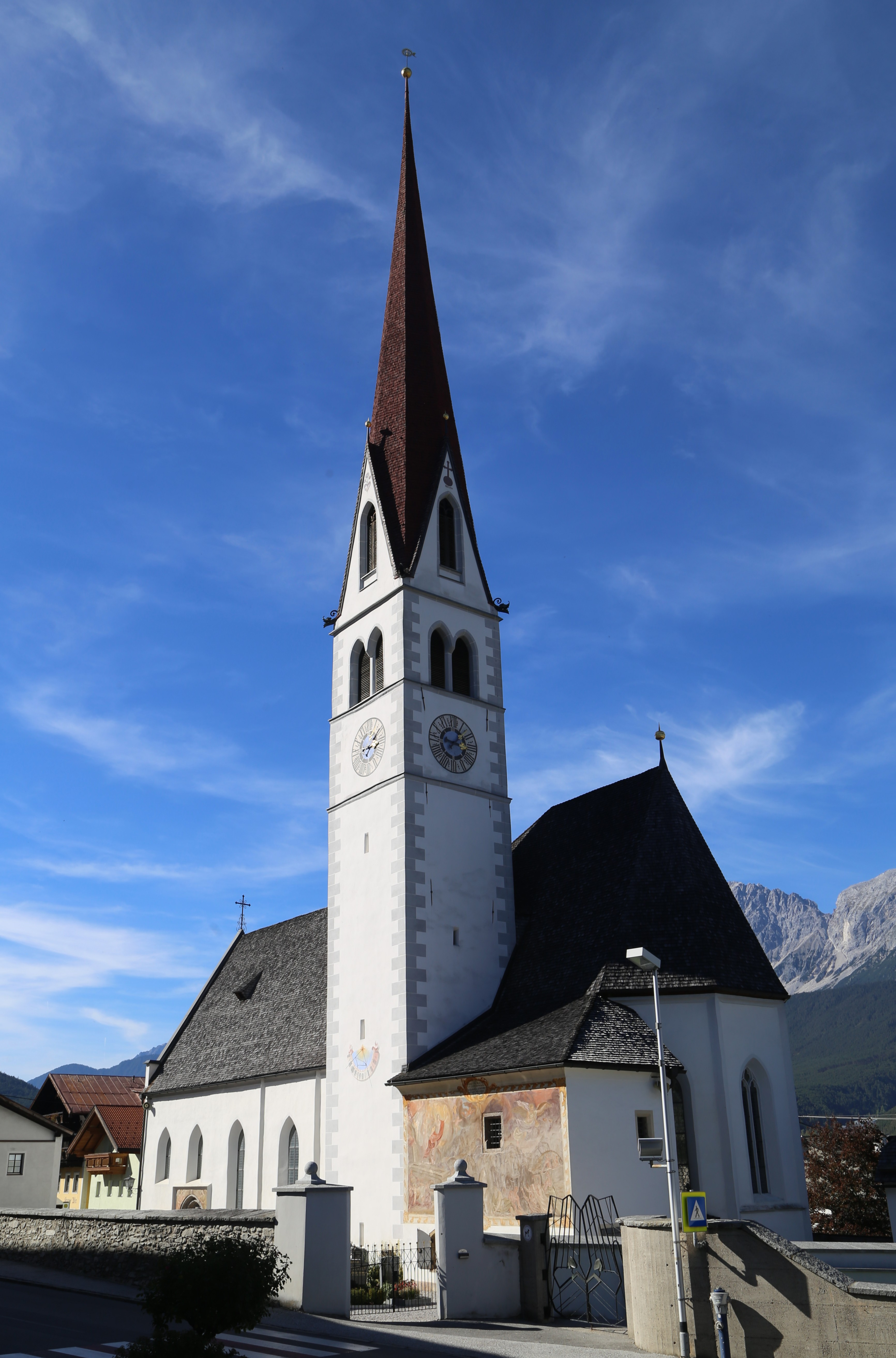
Katholische Pfarrkirche Mariä Himmelfahrt in Pfaffenhofen

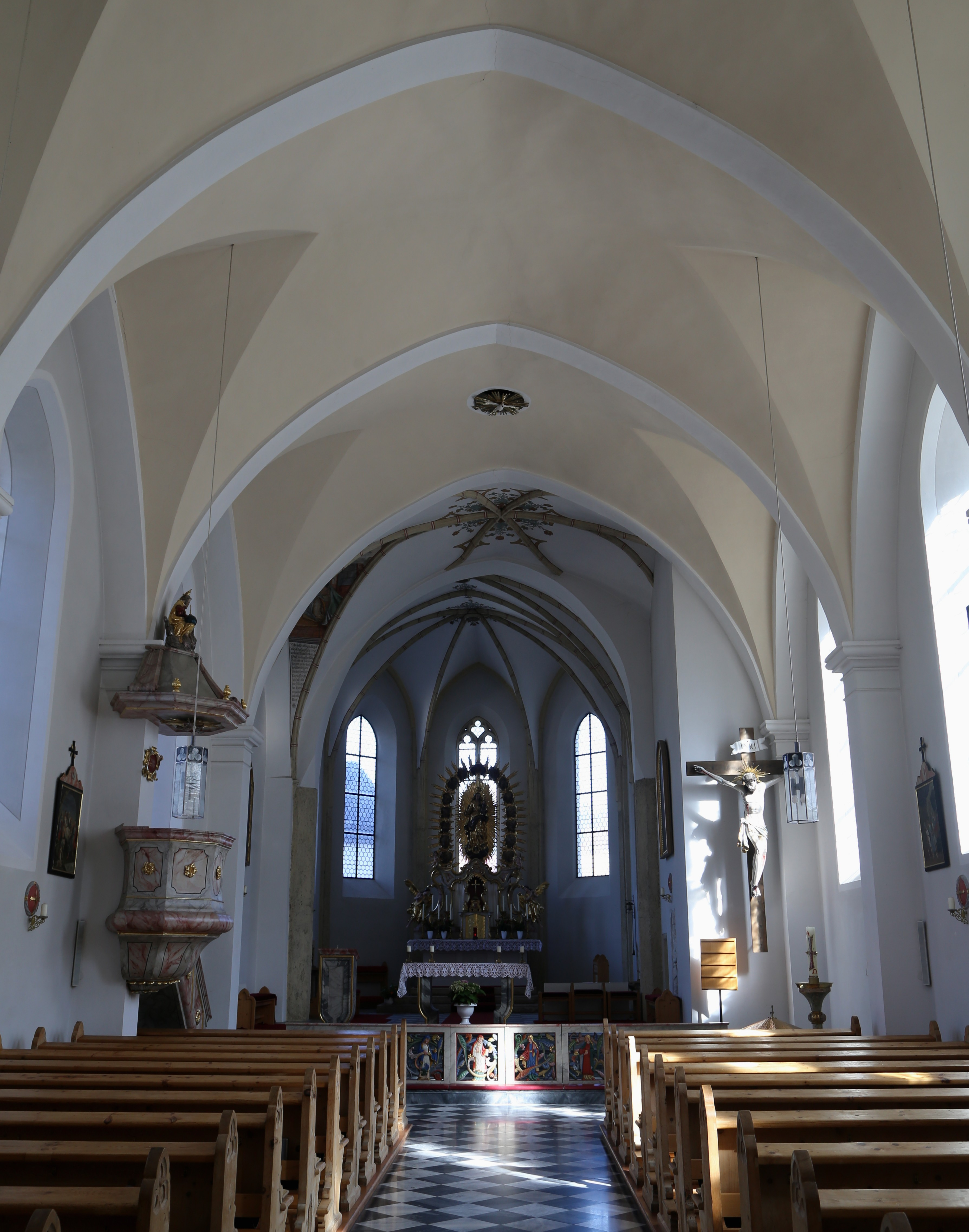
Im Langhaus zum Chor

Die Pfarrkirche Pfaffenhofen steht am Dorfplatz in der Gemeinde Pfaffenhofen im Bezirk Innsbruck-Land im Bundesland Tirol. Die auf das Fest Mariä Himmelfahrt geweihte römisch-katholische Pfarrkirche gehört zum Dekanat Telfs der Diözese Innsbruck. Die Kirche steht unter Denkmalschutz (Listeneintrag).

## Lage
Die von einem Friedhof umgebene Kirche steht am westlichen oberen Ende des Dorfes über einer frühchristlichen Kirche und nördlich eines 1950 aufgedeckten Reihengräberfeldes aus dem 7. und 8. Jahrhundert.

## Geschichte
Pfarrgeschichte
Zum 7. und 8. Jahrhundert wird eine Eigenkirche einer großen Pfarre angenommen. Der Sitz der Pfarre wurde um 1300 nach Flaurling verlegt. 1785 Expositur, wurde 1951 wieder eine eigene Pfarre gegründet.
Baugeschichte
Eine frühchristliche Vorgängerkirche wurde 1961 archäologisch ergraben. Die Reste zeigen einen aus der Achse gerückten Grundriss einer im 5. und 6. Jahrhundert erbauten Kirche mit einer freistehenden halbrunden Priesterbank und einer axial vorgelagerten Stufe zu einer nicht mehr vorhandenen Kathedra. Nachträglich wurde eine Chorschrankenmauer und ein Reliquiengrab eingebaut.
Um 700 erfolgte ein zweiter Kirchenbau als Saalkirche mit einer Ostapsis, im Kirchenschiff fanden sich zwei Gräber um 800. Ein Grab war besonders reich ausgestattet, die Funde befinden sich im Tiroler Landesmuseum.
Der heutige dritte Kirchenbau war anfänglich eine gotische Kirche, sie wurde barockisiert und regotisiert. 1310 wurde das Langhaus und 1414 der gotische Chor geweiht. 1734 wurde die Kirche vermutlich verlängert. Um 1760/1780 erfolgten größere Reparaturen und Umbauten. Ab 1860 wurde die Kirche nach den Plänen der Architekten August Essenwein und Josef Vonstadl neugotisch umgestaltet und 1863 geweiht.
Von 1958 bis 1961 war eine Restaurierung.

## Architektur
Kirchenäußeres
Das Kirchenäußere wurde 1860 durch das Entfernen des Verputzes, ausgenommen die Westfassade und die Sakristei, neugotisch verändert. Die gotische Gliederung mit Dreikantlisenen und einem umlaufenden unterkehlten Kaffgesims an Langhaus und Chor ist erhalten. Die zwei später angebauten Westjoche sind ohne Lisenen und haben kürzere Fenster, die zwei gekehlten Spitzbogenportale vom Altbau wurden wohl übertragen, das Kaffgesims wurde weitergezogen und darüber rechtwinklig verkröpft. Die Fenster sind spitzbogig, ein östliches Chorfenster hat ein Dreipassmaßwerk. Der steile Fassadengiebel der Westfront ist im Ansatz abgetreppt. Südlich am Chor steht der zu zwei Drittel eingebundene quadratische Turm mit einem sehr schlanken hohen Spitzhelm. Das Uhr- und das Glockengeschoß sind durch Gesimse abgesetzt, die gekoppelten Schallfenster sowie die Giebelfenster sind spitzbogig. Im Eck zwischen Turm und Chor steht die Sakristei.
Ein Fresko Auferstehung Christi und Jüngstes Gericht von Leopold Puellacher (1826) füllt die ganze Südfassade der Sakristei aus. Das Blendfenster über dem Westportal zeigt ein Mosaik Immaculata um 1880. Beim Südportal wurde um 1925 mit dem Bildhauer Andreas Einberger ein Kriegerdenkmal angebracht.
Kircheninneres
Das fünfjochige Langhaus hat zwei etwas kürze erweiternde Westjoche, im ersten Joch mit einer Empore auf zwei dünnen Rundsäulen. Die Langhauswände sind mit Pilastern gegliedert, die breitspitzbogige Stichkappentonne des Gewölbes sind mit Gurtbögen gegliedert. Der Chor ist aus dem Mittelachse nach Norden verschoben.

## Ausstattung
Den barockisierenden Hochaltar baute 1960/1961 die Schnitzschule Elbigenalp mit Franz Öfner, A. Dobler und H. Schmidt. Er trägt mittig eine Madonna in einem Strahlennimbus mit kleinen Rocaillekartuschen mit 15 Rosenkranzbildern von Josef Anton Zoller (1776).
Die einfache neugotische Orgel baute um 1860/1863 Franz Weber.